# Виње Ђунке (Ливорно)
Виње Ђунке је насеље у Италији у округу Ливорно, региону Тоскана.
Према процени из 2011. у насељу је живело 9 становника. Насеље се налази на надморској висини од 41 м.